# Prix Gémeaux du meilleur journal télévisé
Le prix Gémeaux du meilleur journal téléviséest une récompense télévisuelle remise par l'Académie canadienne du cinéma et de la télévision entre 1993 et 2009.

## Palmarès

### Meilleur journal télévisé
- 1993 - Montréal ce soir
- 1994 - Le Téléjournal
- 1995 - Montréal ce soir
- 1996 - Le Téléjournal
- 1997 - Le Téléjournal
- 1998 - Le Téléjournal
- 1999 - Le Téléjournal / Le Point
- 2000 - Le Téléjournal / Le Point
- 2001 - Le Téléjournal / Le Point
- 2002 - Le Téléjournal / Le Point
- 2009 - Le Téléjournal / Le Point

### Meilleur journal télévisé sportif
- 1998 - Sports 30 Mag
- 1999 - Sports 30 Mag
- 2009 - RDS